# Enrique Sánchez Sedeño

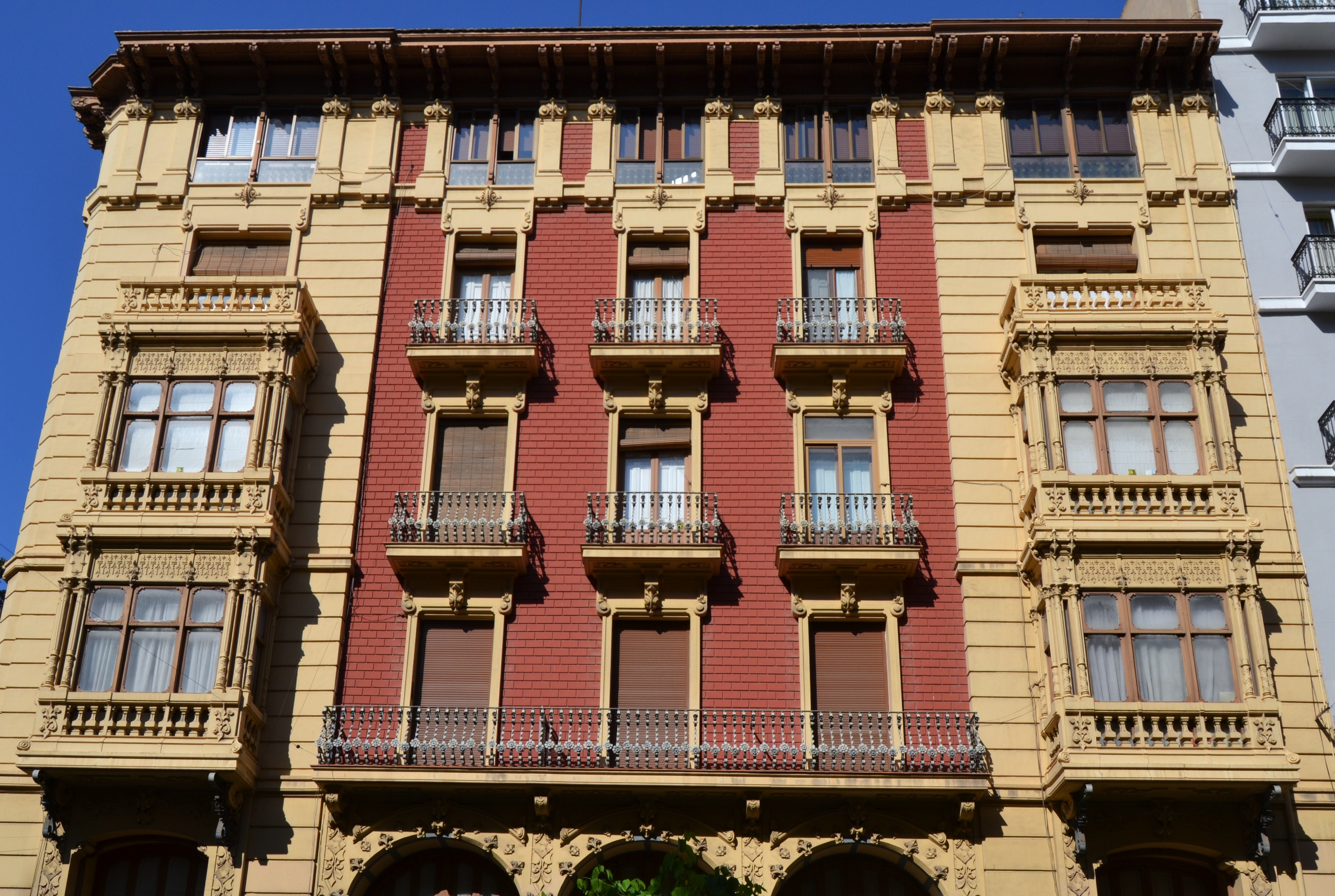
La Casa del Ascensor, obra de Sánchez Sedeño del año 1903 (Alicante)

Enrique Sánchez Sedeño fue un arquitecto español de estilo modernista con una visión muy personal, pionero de las construcciones de hierro en España. Se tituló en Madrid en 1882. Participó en el desarrollo final de la Estación de Atocha (Estación de Mediodía). Fue arquitecto provincial de Alicante, siendo conocido por haber diseñado el mercado Central (entre 1915 y 1921). Fue uno de los arquitectos más destacados dentro del modernismo valenciano.

## Obras
Algunas de las obras más destacadas de Sánchez Sedeño son:
- Mercado Central de Alicante
- Casa del Ascensor
- Edificio Torrent
- Casa Campos Carrera
- Casa de las Brujas
- Teatro Cortés, en Almoradí.